# ガブリエル・バディージャ
ガブリエル・バディージャ（Gabriel Badilla Segura、1984年6月30日 - 2016年11月20日）は、コスタリカの元サッカー選手。元コスタリカ代表。ポジションはディフェンダー。

## 経歴
2005年6月に親善試合でコスタリカ代表デビュー、翌月の2005 CONCACAFゴールドカップにも出場した。2006 FIFAワールドカップのメンバーにも選出され、グループステージ・ポーランド戦にも出場した。2012年までに通算25試合に出場、1得点をあげた。

## 代表歴

### 出場大会
- コスタリカ代表
  - 2006 FIFAワールドカップ

### 試合数
- 国際Aマッチ 25試合 1得点（2005年-2012年）[1]

| コスタリカ代表 | 国際Aマッチ | 国際Aマッチ |
| 年             | 出場        | 得点        |
| -------------- | ----------- | ----------- |
| 2005           | 3           | 0           |
| 2006           | 4           | 0           |
| 2007           | 10          | 1           |
| 2008           | 5           | 0           |
| 2009           | 0           | 0           |
| 2010           | 2           | 0           |
| 2011           | 0           | 0           |
| 2012           | 1           | 0           |
| 通算           | 25          | 1           |